# Francesco Pellegrino (compositore)
Francesco Pellegrino (Cortale, 1910 – Roma, 1975) è stato un compositore italiano di musica per banda del XX secolo.

## Biografia
La sua produzione ha inizio negli anni Trenta, allorché è nominato Ufficiale Direttore di Banda Musicale e compone inni e canti patriottici, tra i quali si ricordano "Ritorna il Legionario" del 1936 e, successivamente, "Battaglioni M" e "Cantate dei Legionari", entrambe del 1942.
Dopo la guerra insegna "strumenti a fiato" al Conservatorio di Santa Cecilia di Roma.
È stato autore di numerose opere sinfoniche e marce militari. Fra le prime, meritano di essere ricordate "La Festa del Redentore", "I Crociati" e "Meriggio Festoso". Fra le seconde, Parata d'Eroi, "Albalonga", "Fiamma Latina", "All'Americana", "Parata Olimpica".
Parata d'Eroi è ancora oggi suonata in tutte le cerimonie militari.
Componente dell'Accademia Mondiale dei Musicisti, medaglia d'oro dei Benemeriti della Scuola, della Cultura e dell'Arte, Francesco Pellegrino è stato anche autore di trascrizioni per banda di opere di Bach e Haydn.

## Opere

### Marce militari
- Albalonga
- All'Americana
- Amor di Patria
- Arlecchina
- Bruzia
- Civiltà Italica
- Domiziana
- Fiamma Latina
- Frivola
- Gagliarda
- Italia Nostra
- Lariana
- Maestosa
- Marinora
- Parata di Eroi
- Parata Olimpica
- Tira a Campà
- Virtuosità
- Zio Sam

### Marce sinfoniche
- Foglie d'Oro
- Gardenia

### Marce funebri
- Pianti e Fiori

### Marce religiose
- Adorazione

### Valzer
- Valzer di Primavera

### Composizioni sinfoniche
- I Crociati
- La Festa del Redentore
- Meriggio Festoso

### Inni patriottici
- Ritorna il legionario (1936)
- La canzone della vittoria (1936)
- Battaglioni "M" (1941)
- Cantate dei Legionari (1942)